# 高守一
高守一（1927年4月29日—2011年5月21日），辽宁新民人，中国微生物学及传染病防治专家，中国工程院院士，中国霍乱防治的奠基者和开拓人，被誉为“中国霍乱防治第一人”。曾任中国疾病预防控制中心传染病预防控制所研究员、博士生导师、所长，第八届全国政协委员。

## 生平
1950年毕业于中国医科大学。1995年当选中国工程院院士。

## 奖项
- 全国科学大会奖
- 卫生部科技进步奖一等奖
- 卫生部科技进步奖三等奖
- 国家科技进步奖一等奖
- 全国卫生防疫防治工作先进个人
- 何梁何利科学与技术进步奖